# EHC Freiburg
Der EHC Freiburg ist ein Eishockeyverein aus Freiburg im Breisgau. In der Saison 2002/03 wurde die Profimannschaft des EHC Freiburg e. V. in die Die Wölfe Eishockeyveranstaltungs GmbH ausgelagert. Zur Saison 2006/07 wurde die Profimannschaft wieder in den EHC Freiburg e. V. aufgenommen, da durch den Abstieg in die Oberliga und die ausbleibenden Einnahmen durch Ticketverkäufe die GmbH Insolvenz anmelden musste.
Ab der Saison 2007/08 war die Profiabteilung wieder aus dem Stammverein ausgegliedert. Eine neue GmbH um den Speditionskaufmann Holger Döpke leitete seither das Profiteam. Ab dem 28. Dezember 2010 bestand die GmbH nur noch aus zwei Gesellschaftern. Holger Döpke überschrieb seine Anteile an die übrigen Gesellschafter Willi Zimber und Andrea Wurster, die zusammen mit Manager Robert Vozar weiterhin die Geschicke der GmbH leiteten. Am Ende der Saison 2010/11 mussten die Wölfe erneut in ein Insolvenzverfahren gehen, weswegen die erste Mannschaft 2011 wieder vom EHC Freiburg e. V. übernommen wurde.

## Geschichte
Der Eishockey- und Rollsportclub Freiburg wurde am 30. Januar 1961 gegründet und rückte 1971 erstmals in das höherklassige Eishockey auf, als die Regionalliga Süd-West geschaffen wurde. Schon nach einer Saison zog der ERC die Mannschaft jedoch wieder zurück. 1973 stieg das Team in die Oberliga auf. 1977 gewann der Verein die Meisterschaft der Liga und qualifizierte sich damit für die 2. Eishockey-Bundesliga, 1979 gelang dem ERC der Aufstieg in die Eishockey-Bundesliga. In den folgenden Jahren pendelte die Mannschaft zwischen Bundesliga und 2. Bundesliga, wobei sie 1981 und 1983 Meister der 2. Bundesliga wurde. Im Jahr 1984 musste der Verein jedoch aufgrund anhaltender finanzieller Schwierigkeiten Konkurs anmelden.
Der EHC Freiburg wurde am 6. September 1984 als Nachfolger des ERC gegründet und nahm am 27. September 1985 den Spielbetrieb zur Saison 1985/86 mit der ersten Mannschaft in der 2. Eishockey-Bundesliga Süd auf. In der Spielzeit 1987/88 gelang der Aufstieg in die 1. Bundesliga. Diese Klasse konnte bis zur Saison 1992/93 gehalten werden.

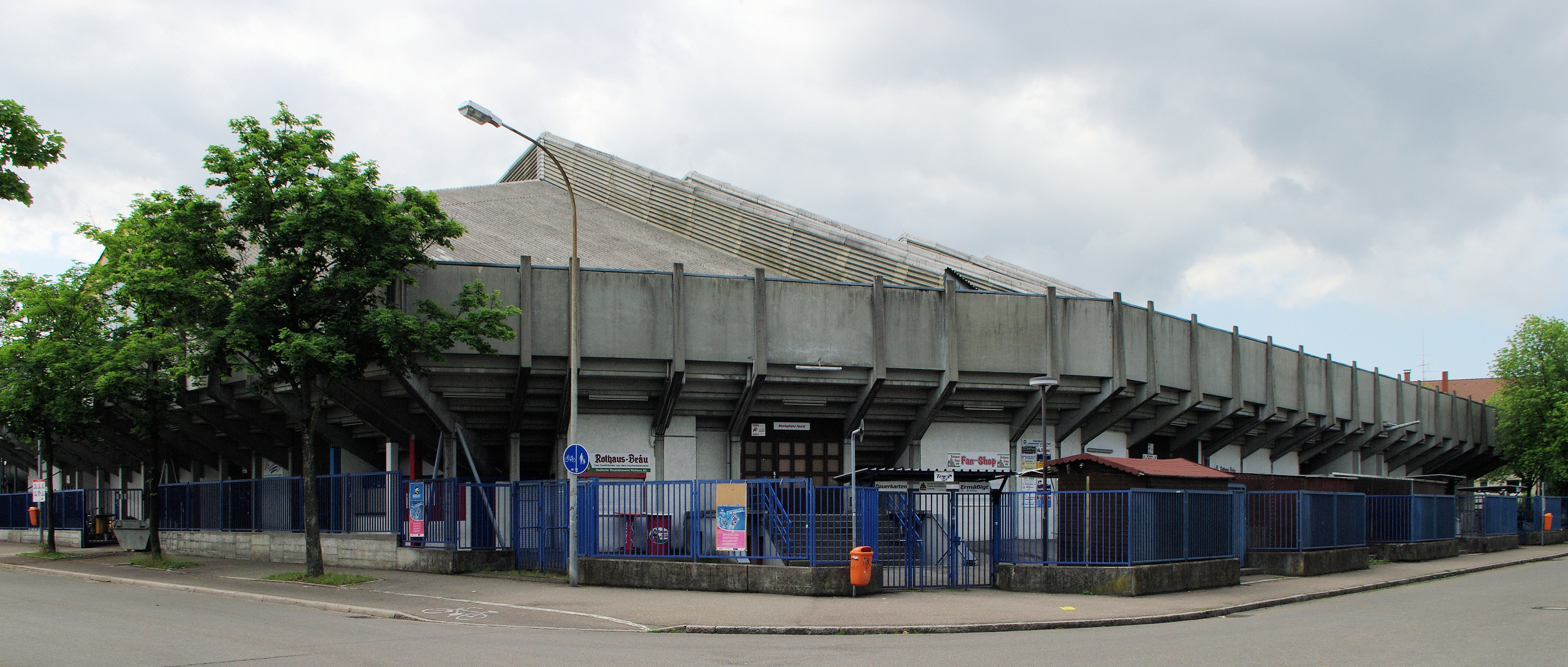
Die Echte Helden Arena (ehemals Franz-Siegel-Halle) in Freiburg

Am 5. Juni 1993 wurde dem EHC Freiburg die Lizenz für die 1. Bundesliga entzogen, sodass der Verein in der folgenden Saison 1993/94 in der Regionalliga Süd antreten musste. Bei der Ligen-Neuordnung mit der Einführung der DEL im Jahr 1994 wurde der EHC in die 2. Spielklasse, die 1. Liga Süd, eingeteilt. Die Mannschaft wurde 1995 Meister der 1. Liga, verzichtete aber auf ein mögliches Nachrücken in die DEL als Nachfolger der Maddogs München. Bis zur Saison 2002/03 blieb der EHC zweitklassig.
Am 23. April 2003 wurde der SC Riessersee im Finale der 2. Eishockey-Bundesliga bezwungen, woraufhin die Freiburger Wölfe als Meister in die oberste deutsche Spielklasse, die DEL, aufstiegen. In der Saison 2003/04 wurde die Mannschaft jedoch Vorrundenletzter und musste nach Niederlagen in den Play-downs gegen die Hannover Scorpions wieder in die 2. Bundesliga absteigen. 2005 wurde der Klassenerhalt in der 2. Bundesliga über die Abstiegsrunde erreicht und nach dem erneuten Verpassen der Play-offs in der folgenden Spielzeit musste der EHC, der den Spielbetrieb inzwischen in die Wölfe Freiburg GmbH ausgelagert hatte, in die Oberliga absteigen.
Aufgrund der daraus resultierenden Insolvenz der Wölfe Freiburg GmbH wurde als Saisonziel das Erreichen der Play-offs ausgegeben. In der Saison 2007/08 hatten sich die Wölfe den Wiederaufstieg in die 2. Bundesliga zum Ziel gesetzt, scheiterten jedoch im Play-off-Halbfinale mit 0:4 Siegen am EC Bad Tölz. Da sich die Kassel Huskies jedoch für die DEL qualifizieren konnte, nahmen die Breisgauer als Nachrücker den Platz der Hessen in der 2. Bundesliga ein. In der Saison 2008/09 wurden die Pre-Play-offs erreicht.
Aufgrund von Sanierungsarbeiten der Franz-Siegel-Halle zu Beginn der Saison 2009/10 wäre ein vorübergehender Umzug in eine fremde Eishalle erforderlich gewesen. Die dadurch zusätzlich entstehenden Kosten waren im Etat des Vereins nicht vorgesehen, sodass der Fortbestand der Wölfe zunächst gefährdet war. Im Juni 2009 erklärte sich jedoch die Stadt bereit, die Halle zum 27. September 2009 in betriebsbereitem Zustand zu übergeben, oder für die entstehenden Mehrkosten möglicher Heimspiele in fremden Spielstätten aufzukommen Die Wölfe einigten sich indes mit der für die zweite Liga zuständigen Eishockeyspielbetriebsgesellschaft darauf, die für die Zeit vor dem 27. September angesetzten Heimspiele auf die Zeit nach der Fertigstellung zu verschieben.
Die Saison 2009/10 verlief weniger erfolgreich als die vorherige. Die Hauptrunde und die Play-downs wurden auf dem letzten Platz beendet, womit der sportliche Abstieg besiegelt war. Dank des Rückzugs des SC Riessersee durfte Freiburg in der Saison 2010/11 aber erneut in der 2. Bundesliga antreten. Der Saisonstart verlief sehr gut, indem die Wölfe am ersten Spieltag zu Hause gegen den Erzrivalen Schwenninger Wild Wings 4:3 n. V. gewannen. Im Laufe der Saison durchwanderten sie jedoch eine Talsohle und am Hauptrundenende mussten die Wölfe einen Insolvenzantrag stellen. Trotz des elften Platzes am Ende der Hauptrunde fielen die Wölfe in den anschließenden Play-downs wieder in ein Tief. Kurz vor dem letzten Play-down-Spiel wurde vom Insolvenzverwalter am 14. April 2011 bekanntgegeben, dass die Wölfe GmbH mit 390.000 Euro Schulden nicht zu retten sei und am 18. April 2011 die ESBG-Lizenz entzogen werde. Das Insolvenzverfahren begann am 1. Mai. Da der Stammverein EHC Freiburg weiterhin der Regionalliga Süd-West angehörte, fungierte nun dieses Team als 1. Mannschaft. Am 30. März 2012 gewannen die Freiburger das zweite Spiel des Play-off-Finales gegen den Stuttgarter EC mit 8:5, nachdem sie schon die erste Partie mit 5:1 für sich hatten entscheiden können. Damit stieg der EHC Freiburg wieder in die Eishockey-Oberliga auf. Dort belegte der EHC in der Saison 2012/13 den sechsten Platz. In den Qualifikations-Play-offs für die Aufstiegsrunde verlor die Mannschaft mit 3:4 gegen die Tölzer Löwen und qualifizierte sich somit nicht für die Aufstiegsrunde.
Die Saison 2013/14 beendete man auf dem zweiten Platz der Oberliga Süd. In den Play-offs wurde einer der zwei Plätze für die Qualifikationsrunde zur DEL2 erspielt. Dort erreichte die Mannschaft Platz fünf und stieg nicht auf. In der folgenden Saison 2014/15 wurde der EHC Erstplatzierter der Oberliga Süd und sicherte sich in den Play-offs einen Platz für die Aufstiegsplay-offs zur DEL2. Man schaffte es ins Finale, gewann dieses letztlich nach Spielen mit 3:2 gegen die Füchse Duisburg und wurde somit deutscher Oberligameister 2014/15. In Folge des Aufstiegs tritt man seit der Saison 2015/16 in der DEL2 an. Nach einem starken Saisonstart mit zwei Siegen geriet die Mannschaft durch eine lange Serie siegloser Spiele in die untere Tabellenregion. Als 13. der Hauptrunde ging es für den EHC Freiburg in den Play-downs gegen den ESV Kaufbeuren. In der im Modus „Best-of-seven“ ausgetragenen Runde gewannen beide Teams ihre Heimspiele, sodass im siebten Spiel in Kaufbeuren der Sieger ermittelt werden musste. Diese Partie entschieden die Freiburger mit 6:4 für sich. Durch diesen einzigen Auswärtssieg in der Play-down-Runde sicherte sich der EHC den Klassenerhalt in der DEL2. In der Saison 2016/17 belegten die Wölfe am Ende der Hauptrunde überraschend den 7. Tabellenplatz und qualifizierten sich so für die Pre-Play-offs. Dort konnte man sich in drei Spielen gegen die favorisierten Towerstars aus Ravensburg durchsetzen, die in der Abschlusstabelle den 10. Platz belegt hatten. Schließlich scheiterte der EHC in der ersten Play-off-Runde am späteren Meister Löwen Frankfurt. Die Hauptrunde der DEL2-Saison 2017/18 schloss der EHC als Tabellenzwölfter ab und musste daher in die Play-downs. In diesen setzten sich die Freiburger in Runde 1 mit 4:3 Spielen gegen die Tölzer Löwen durch und schafften so den Klassenerhalt. Auch in der Folgesaison musste der Club als Tabellendreizehnter wieder in die Play-downs, unterlag dort in der ersten Runde den Tölzer Löwen mit 3:4 Spielen – darunter das mit 107:48 Minuten längste der Vereinsgeschichte – behielt aber in der zweiten Runde gegen den Deggendorfer SC mit 4:3 Spielen die Oberhand. Die Hauptrunde der DEL2-Saison 2019/20 schloss der EHC auf dem dritten Tabellenplatz ab, Play-offs fanden aufgrund der COVID-19-Pandemie in Deutschland nicht statt.
Von 2014 bis 2018 waren die Schwenninger Wild Wings der Kooperationspartner des EHC Freiburg. Seit 2019 besteht eine Kooperation mit dem EV Lindau, seit 2020 wird auch wieder mit den Schwenninger Wild Wings kooperiert.

### Spielzeiten
| Saison  | Liga                 | Verein       |
| ------- | -------------------- | ------------ |
| 1970/71 | Regionalliga Südwest | ERC Freiburg |
| 1971/72 |                      | ERC Freiburg |
| 1972/73 |                      | ERC Freiburg |
| 1973/74 | Oberliga Nord        | ERC Freiburg |
| 1974/75 | Oberliga Süd         | ERC Freiburg |
| 1975/76 | Oberliga Süd         | ERC Freiburg |
| 1976/77 | Oberliga Süd         | ERC Freiburg |
| 1977/78 | 2. Bundesliga        | ERC Freiburg |
| 1978/79 | 2. Bundesliga        | ERC Freiburg |
| 1979/80 | Bundesliga           | ERC Freiburg |
| 1980/81 | 2. Bundesliga        | ERC Freiburg |
| 1981/82 | Bundesliga           | ERC Freiburg |
| 1982/83 | 2. Bundesliga        | ERC Freiburg |
| 1983/84 | Bundesliga           | ERC Freiburg |
| 1984/85 |                      | EHC Freiburg |
| 1985/86 | 2. Bundesliga Süd    | EHC Freiburg |
| 1986/87 | 2. Bundesliga Süd    | EHC Freiburg |
| 1987/88 | 2. Bundesliga Süd    | EHC Freiburg |
| 1988/89 | Bundesliga           | EHC Freiburg |
| 1989/90 | Bundesliga           | EHC Freiburg |

| Saison  | Liga                    | Verein         |
| ------- | ----------------------- | -------------- |
| 1990/91 | Bundesliga              | EHC Freiburg   |
| 1991/92 | Bundesliga              | EHC Freiburg   |
| 1992/93 | Bundesliga              | EHC Freiburg   |
| 1993/94 | Regionalliga Süd        | EHC Freiburg   |
| 1994/95 | 1. Liga Süd             | EHC Freiburg   |
| 1995/96 | Hacker-Pschorr-Liga     | EHC Freiburg   |
| 1996/97 | Hacker-Pschorr-Liga     | EHC Freiburg   |
| 1997/98 | Hacker-Pschorr-Liga     | EHC Freiburg   |
| 1998/99 | Bundesliga              | EHC Freiburg   |
| 1999/00 | 2. Bundesliga           | EHC Freiburg   |
| 2000/01 | 2. Bundesliga           | EHC Freiburg   |
| 2001/02 | 2. Bundesliga           | EHC Freiburg   |
| 2002/03 | 2. Bundesliga           | Wölfe Freiburg |
| 2003/04 | Deutsche Eishockey Liga | Wölfe Freiburg |
| 2004/05 | 2. Bundesliga           | Wölfe Freiburg |
| 2005/06 | 2. Bundesliga           | Wölfe Freiburg |
| 2006/07 | Oberliga                | EHC Freiburg   |
| 2007/08 | Oberliga Süd            | Wölfe Freiburg |
| 2008/09 | 2. Bundesliga           | Wölfe Freiburg |
| 2009/10 | 2. Bundesliga           | Wölfe Freiburg |

| Saison  | Liga                  | Verein         |
| ------- | --------------------- | -------------- |
| 2010/11 | 2. Bundesliga         | Wölfe Freiburg |
| 2011/12 | Regionalliga Süd-West | EHC Freiburg   |
| 2012/13 | Oberliga Süd          | EHC Freiburg   |
| 2013/14 | Oberliga Süd          | EHC Freiburg   |
| 2014/15 | Oberliga Süd          | EHC Freiburg   |
| 2015/16 | DEL2                  | EHC Freiburg   |
| 2016/17 | DEL2                  | EHC Freiburg   |
| 2017/18 | DEL2                  | EHC Freiburg   |
| 2018/19 | DEL2                  | EHC Freiburg   |
| 2019/20 | DEL2                  | EHC Freiburg   |
| 2020/21 | DEL2                  | EHC Freiburg   |
| 2021/22 | DEL2                  | EHC Freiburg   |
| 2022/23 | DEL2                  | EHC Freiburg   |
| 2023/24 | DEL2                  | EHC Freiburg   |

## Spieler

### Kader der Saison 2024/25
Stand: 17. Februar 2025
| Nr. | Nat.        | Spieler                 | Pos. | Geburtsdatum       | im Team seit | Geburtsort                          |
| --- | ----------- | ----------------------- | ---- | ------------------ | ------------ | ----------------------------------- |
| 64  |             | Patrik Červený          | G    | 16. Februar 1997   | 2021         | Náchod, Tschechien                  |
| 40  | Deutschland | Fabian Hegmann          | G    | 2. Januar 2001     | 2024         | Duisburg, Deutschland               |
| 86  | Deutschland | Alexander De Los Rios   | D    | 11. August 1992    | 2010         | Breisach am Rhein, Deutschland      |
| 92  | Deutschland | Leo Hafenrichter        | D    | 29. Juli 2004      | 2024         | Nürnberg, Deutschland               |
| 77  |             | Petr Heider             | D    | 19. August 1995    | 2024         | Opava, Tschechien                   |
| 61  | Deutschland | Niclas Hempel           | D    | 20. August 2007    | 2018         | Freiburg im Breisgau, Deutschland   |
| 24  | Deutschland | Maximilian Leitner      | D    | 3. November 2000   | 2024         | Heilbronn, Deutschland              |
| 27  | Deutschland | Marvin Neher            | D    | 13. August 1997    | 2018         | Ravensburg, Deutschland             |
| 79  |             | Calvin Pokorny          | D    | 14. März 1998      | 2021         | Haßfurt, Deutschland                |
| 28  | Deutschland | Daniel Schwaiger FL     | D    | 24. Februar 2002   | 2024         | Garmisch-Partenkirchen, Deutschland |
| 7   | Finnland    | Sameli Ventelä          | D    | 19. Juli 1994      | 2023         | Hämeenlinna, Finnland               |
| 23  | Deutschland | Paul Bechtold           | F    | 27. Dezember 2005  | 2018         | Freiburg im Breisgau, Deutschland   |
| 81  | Deutschland | Christian Billich – A   | LW   | 16. April 1987     | 2019         | Freiburg im Breisgau, Deutschland   |
| 3   | Deutschland | Yannik Burghart         | F    | 4. April 2002      | 2024         | Starnberg, Deutschland              |
| 84  | Finnland    | Eero Elo                | W    | 26. April 1990     | 2023         | Rauma, Finnland                     |
| 90  | Kanada      | Brady Gilmour           | C    | 18. April 1999     | 2025         | Cobourg, Ontario, Kanada            |
| 66  | Schweden    | Fabian Ilestedt         | RW   | 12. Juli 1995      | 2025         | Karlskrona, Schweden                |
| 17  |             | Connor Korte            | F    | 31. Januar 2003    | 2025         | Oberndorf bei Salzburg, Österreich  |
| 9   | Deutschland | Nikolas Linsenmaier – A | C    | 19. August 1993    | 2017         | Freiburg im Breisgau, Deutschland   |
| 52  |             | Dennis Miller           | F    | 21. September 1999 | 2024         | Tübingen, Deutschland               |
| 71  | Kanada      | Shawn O’Donnell – A     | RW   | 28. Mai 1988       | 2022         | Cole Harbour, Nova Scotia, Kanada   |
| 17  |             | Filip Reisnecker        | RW   | 12. Dezember 2001  | 2024         | Prag, Tschechien                    |
| 21  |             | Georgiy Saakyan         | RW   | 19. Oktober 2000   | 2024         | Moskau, Russland                    |
| 91  |             | Tomáš Schwamberger      | F    | 30. Juli 1999      | 2024         | Prachatice, Tschechien              |
| 26  |             | Sebastian Streu         | LW   | 22. November 1999  | 2024         | Neuwied, Deutschland                |
| 13  | Deutschland | Hannu Tripcke FL        | F    | 16. September 2005 | 2025         | Mettmann, Deutschland               |

### Gesperrte Trikotnummern
Folgende Trikotnummern wurden von den Wölfen Freiburg zu Ehren der Spieler, die sie getragen haben, „gesperrt“, das heißt, sie werden nicht mehr an andere Akteure vergeben:
- #1 Jiří Crha
- #5 Milan Chalupa
- #18 Rawil Chaidarow
- #25 Thomas Dolak senior
- #29 Rick Laycock
- #53 Petr Mares
- #74 Patrick Vozar

### Weitere bekannte ehemalige Spieler
- Rick Amann
- Jan Benda
- Steven Billich
- Dany Bousquet
- David Danner
- Igor Dorochin
- Vítězslav Ďuriš
- Mike Ford
- Miroslav Fryčer
- Pavel Gross
- Murray Heatley
- Jannik Herm
- Petr Hrbek
- Peter Ihnačák
- Roman Kaděra
- Tobias Kunz
- Tomáš Kucharčík
- Uli Liebsch
- František Procházka
- Philip Rießle
- Jürgen Rumrich
- Michael Rumrich
- Bedřich Ščerban
- Alexander Semak
- Eduard Uvíra
- Ferenc Vozar
- Richard Žemlička
- Oļegs Znaroks

## Trainer
| Amtszeit  | Name                |
| --------- | ------------------- |
| 1980–1981 | Chuck Holdaway      |
| 1983–1984 | Wilbert Duszenko    |
| 1985–1987 | Jaromir Fryčer      |
| 1987–1989 | Jozef Čapla         |
| 1989      | Ivan Hlinka         |
| 1989–1990 | Jaromir Fryčer      |
| 1990      | Mike Zettel         |
| 1990–1991 | Rudolf Potsch       |
| 1991–1993 | Ladislav Olejník    |
| 1993      | Stanislav Neveselý  |
| 1993–2000 | Thomas Dolak senior |

| Amtszeit  | Name                |
| --------- | ------------------- |
| 2000–2001 | Jari Grönstrand     |
| 2001–2002 | Leos Zaijc          |
| 2002–2003 | Thomas Dolak senior |
| 2003–2004 | Horst Valasek       |
| 2004–2005 | Pavel Gross         |
| 2005      | Doug Bradley        |
| 2005–2006 | Peter Obresa        |
| 2006      | Thomas Dolak senior |
| 2006–2007 | Sergei Swetlow      |
| 2007–2010 | Peter Salmik        |

| Amtszeit       | Name                |
| -------------- | ------------------- |
| 2010           | Markus Berwanger    |
| 2011           | Zdeněk Trávníček    |
| 2011–2013      | Thomas Dolak senior |
| 2013–2018      | Leos Sulak          |
| Dez. 2018–2019 | Jan Melichar        |
| 2019–2021      | Peter Russell       |
| 2021–2023      | Robert Hoffmann     |

## Amateure, Nachwuchs, Frauen und Inlinehockey
Von der Saison 2002/03 bis zur Saison 2015/16 (mit Ausnahme der Saison 2011/12) spielte die Amateurmannschaft des EHC Freiburg in der Regionalliga Süd-West (früher „Baden-Württemberg-Liga“). Nach einer einjährigen Pause trat das 1b-Team in der Saison 2017/18 in der Landesliga Baden-Württemberg an, wurde Meister und stieg wieder in die Regionalliga Süd-West auf. Nach der Saison 2018/19 wurde die Mannschaft jedoch erneut vom Spielbetrieb abgemeldet.
Darüber hinaus stellt der Verein Mannschaften in den Altersklassen U-20 (Junioren; Spielgemeinschaft mit dem ESC Hügelsheim), U-17 (Jugend; Spielgemeinschaft mit dem ESC Hügelsheim und dem Schwenninger ERC), U-15 (Schüler), U-13 (Knaben), U-11 (Kleinschüler), U-9 (Kleinstschüler) und U-7 (Bambini).
Seit 2019 gibt es auch ein Frauen-Team.
Die Inlinehockeymannschaft nahm am Spielbetrieb der DIHL teil.

### Erfolge
- Deutscher Junioren-Meister 2003, 2008